# Tám Danh
Tám Danh (30 tháng 6 năm 1901 – 9 tháng 3 năm 1976), tên khai sinh là Nguyễn Phương Danh, là một đạo diễn sân khấu, diễn viên sân khấu, là một trong những nghệ sĩ tiên phong của nền cải lương Việt Nam, nguyên đại biểu Quốc hội Việt Nam khóa II. Ông có nhiều đóng góp lớn trong cách tân cải lương, là người đầu tiên đưa môn võ nghệ thuật lên sân khấu này. Tám Danh còn là một võ sư nổi tiếng. Ông đã được Nhà nước Việt Nam truy tặng danh hiệu Nghệ sĩ Nhân dân vào đợt đầu tiên.

## Thời kì đầu
Nguyễn Phương Danh sinh ngày 30 tháng 6 năm 1901 tại làng Nhơn Nghĩa, tổng Định Bảo, quận Châu Thành, tỉnh Cần Thơ (ngày nay là xã Nhơn Nghĩa, huyện Phong Điền, thành phố Cần Thơ). Ông sinh ra trong một gia đình có 9 anh chị em, cùng với bố mẹ sinh sống ở bờ kia Vàm Xáng.
Mới 9 tuổi, ông đã biết đàn ca, tham dự trong ban nhạc lễ của xã. Sau đó ông tham gia Ban tài tử Ái Nghĩa, một ban đờn ca nổi tiếng ở Nam kỳ lục tỉnh. Thời kì này, ông còn theo học múa kiếm, đao, côn của bà Bóng Sen ở Cái Răng, đồng thời theo học quyền cước của võ sư Tám Bằng ở Bạc Liêu. Năm 12 tuổi, ông đi theo gánh hát bội nhưng bị cha bắt về. Từ năm 14 tuổi, ông bỏ nhà đi lập nghiệp, đi đàn hát cho các nhà hàng, khách sạn từ Cần Thơ tới Mỹ Tho. Năm 15 tuổi, ông đi hát cho gánh xiếc của ông Andre Thận ở Sa Đéc. Sau đó ông chuyển sang hát cho gánh "hát chặp" của Thầy Năm Tú (Mỹ Tho), thủ vai trong một số tiết mục do ông Trương Duy Toản sáng tác.
Năm 1918, gánh hát kim thời Đồng Bào Nam, dàn dựng nhiều tuồng tích với các đào kép nổi tiếng như Hai Giỏi và Năm Phỉ. Ông bèn tham dự gánh hát này, khi đó mới 17 tuổi. Ở gánh này, thỉnh thoảng ông được tham dự các vai phụ. Trong một lần kép chính Hai Giỏi đột nhiên vắng mặt, ông được bà chủ gánh lựa chọn thay thế, và kể từ đó ông trở thành kép chính thức của gánh hát Đồng Bào Nam.

## Thành danh
Trên sân khấu Đồng Bào Nam, tài năng Tám Danh dần được bộc lộ và ông ngày càng nổi tiếng. Ngoài khả năng diễn xuất, ông còn là người chơi đàn kìm rất điêu luyện. Ông bầu Nguyễn Ngọc Cương (cha Kim Cương) của gánh Phước Cương mời ông về hát. Gánh Phước Cương sau là gánh hát lớn với nhiều đào kép nổi tiếng như Năm Nhỏ, Năm Phỉ, Năm Châu, Bảy Nhiêu, Ba Du, Sáu Chương, Bảy Lựu, Tư Huệ... soạn giả chính là Đặng Công Danh (Mười Giảng). Thời gian này ông đã ghi dấu ấn với nhiều vai diễn để đời như Vương Tư Đồ (tuồng Phụng Nghi Đình), Bao Công (tuồng Xử Án Bàng Quý Phi), Tề Thiên Đại Thánh (tuồng Mẫu Đơn Tiên), Hà Công Yên (Tứ đổ tường), Phán Nhân (Số độc đắc)... Ông kết hôn với bà Nguyễn Thị Huệ, cũng là một đào hát. Hai người đã sinh hai người con, một trai một gái, mang tên Nguyễn Thị B và Nguyễn Văn A. Sau này khi tập kết ra bắc ông có kết hôn không chính thức với một người phụ nữ khác là bà Phạm Thị Phương và có thêm hai người con trai nữa là Nguyễn Trần Phi Hồng và Nguyễn Trần Việt Hải, nhưng vì thời kỳ này rất nhạy cảm về vấn đề vợ con nên người phụ nữ sau này cùng hai con về sau ít được nhắc đến trong lý lịch của ông.
Năm 1931, ông theo gánh Phước Cương sang lưu diễn tại hội chợ đấu xảo Paris. Ông đã thể hiện những vai như Hà Công Yên trong tuồng xã hội Tứ đổ tường, diễn các trích đoạn tuồng Phụng Nghi Đình, Xử án Bàng Quý Phi... thu được thành công lớn, được Hoàng hậu Hà Lan mời sang hát tại hoàng cung 15 ngày đêm. Sau đó ông và đoàn tiếp tục lưu diễn tại các nhà hát Paris, thu được lợi nhuận cao. Sau gần một năm lưu diễn ở nước ngoài, đoàn trở về Bắc, đi lưu diễn từ Hà Nội đến Sài Gòn. Tám Danh trở thành một nghệ sĩ nổi tiếng và giàu có bậc nhất trong làng cải lương lúc bấy giờ.
Năm 1933, Tám Danh - Bảy Nhiêu cùng một số nghệ sĩ khác tách ra thành lập gánh Tiếng Chung, thực chất là một đoàn tập thể cùng làm, cùng hưởng. Tuy nhiên do không thống nhất với nhau nên gánh Tiếng Chung bị tan rã sau chưa đầy một năm. Sau đó, Tám Danh lại hợp tác với ông Hai Nhân ở Châu Đốc và cô đào nổi tiếng Hai Đàng, lập gánh Danh Đàn nhưng cũng không thu được thành công.
Cuối năm 1936, trong tâm trạng chán chường vì nghiệp diễn, Tám Danh đã chuyển sang làm cho hãng đĩa hát Asia, do ông Ngô Công Mạnh (người bạn của ông) làm giám đốc. Sau đó ông hợp tác với ông Nguyễn Văn Đinh, làm đạo diễn cho bộ phim Trọn với tình, kịch bản và quay phim do Nguyễn Văn Đinh thực hiện. Đây là bộ phim nói 35 mm đầu tiên do người Việt Nam sản xuất, và ông cũng là một trong những đạo diễn điện ảnh đầu tiên của Việt Nam. Bộ phim ra mắt năm 1939, tuy nhiên không thành công như mong đợi.

## Tham gia cách mạng
Sau khi Thế chiến II bùng nổ năm 1939, sân khấu cải lương cũng như các ngành khác rơi vào khủng hoảng. Lúc này, ông đang theo gánh Quốc gia kịch đoàn, làm kép, thầy tuồng (đạo diễn) cho gánh. Thời gian này, ông đã gặp gỡ ông Nguyễn Văn Nguyễn (một cán bộ của Xứ ủy Nam kỳ) và giác ngộ cách mạng. Ông đã dàn dựng nhiều vở đề cao lòng yêu nước, chống xâm lược. Năm 1944, khi đoàn diễn tại Mỹ Tho, ông bị chính quyền truy bắt. Thoát được, ông cùng gia đình trốn về quê nhà ở Cần Thơ.
Cách mạng tháng 8 năm 1945, ông tham gia cướp chính quyền ở khu vực Nhơn Nghĩa – Mỹ Khánh. Kháng chiến bùng nổ, ông tham gia kháng chiến, giữ chức Chủ tịch Ủy ban kháng chiến hành chính xã Mỹ Khánh. Đầu năm 1949, ông chuyển sang quân đội, hoạt động trong Đội biệt động số 8. Từ năm 1951, ông được chuyển về Phòng Chính trị Khu 8, công tác chung với nhà thơ Nguyễn Bính, Bảo Định Giang, nhạc sĩ Hoàng Việt, ca sĩ Quốc Hương, nghệ sĩ Ba Du... Ông được kết nạp vào Đảng Cộng sản Việt Nam vào thời gian này.
Cuối năm 1952, ông được biệt phái về miền Tây (khu 9) cùng Nguyễn Ngọc Bạch sáng lập và lãnh đạo Đoàn Văn nghệ Cửu Long, trực thuộc Chi hội Văn nghệ Nam Bộ. Sau hiệp định Geneve, ông tập kết ra Bắc.
Thời gian đầu ở miền Bắc, ông giữ chức Đội phó Đội cải lương Nam Bộ, ông Nguyễn Ngọc Bạch làm đội trưởng. Sau đó, Tám Danh cùng Ba Du, Triệu An, Ngọc Thới, Đắc Nhẫn, Ngô Văn Du, Hoàng Tuyển, Thanh Tuyền, Chi Lăng, Ngọc Cung, Phạm Ngọc Truyền... tham gia Ban nghiên cứu cải lương của Bộ Văn hoá lập, do ông Thế Lữ làm trưởng đoàn. Đội cải lương Nam Bộ trở thành Đoàn cải lương Nam Bộ và đây cũng chính là nơi ông gắn bó và tham gia đến cuối đời.
Năm 1959, ông về dạy tại Trường Nghệ thuật Ca Kịch Dân tộc (nay là Trường Đại học Sân khấu - Điện ảnh Hà Nội), phụ trách bộ môn Cải lương của trường. Năm 1960, ông được bầu vào làm Đại biểu Quốc hội khoá II (1960 – 1964). Sau đó ông tiếp tục giữ chức Phó Chủ tịch Liên hiệp các Hội Văn học Nghệ thuật Việt Nam.
Sau khi thống nhất đất nước (1975), ông cùng với Đoàn Cải lương Nam bộ trở về Sài Gòn, tìm gặp những người bạn cũ Năm Châu, Bảy Nhiêu, Phùng Há... tiếp tục xây dựng các vở diễn phục vụ công chúng. Tuy nhiên ông đột ngột qua đời trong một cơn bạo bệnh tại Bệnh viện Chợ Rẫy vào ngày 9 tháng 3 năm 1976. Nghệ sĩ Tám Danh được an táng tại Nghĩa trang nghệ sĩ Gò Vấp ở Thành phố Hồ Chí Minh.

## Đóng góp cho nền sân khấu cải lương cách mạng
Tám Danh là một trong những nghệ sĩ hàng đầu của sân khấu cải lương. Ông không chỉ đóng góp trong công việc biểu diễn, đạo diễn mà còn là người thầy giáo tận tuỵ, yêu nghề. Trong cuốn sách Kiến thức sân khấu phổ thông – Viện Sân khấu xuất bản năm 1987, đánh giá: "Tám Danh là cánh chim đầu đàn của sân khấu cải lương; người đã xây dựng nền móng cho nghệ thuật cải lương cách mạng, người thầy đào tạo nên những diễn viên xuất sắc..."
Những năm đầu tiên sau khi hoà bình lập lại trên đất Bắc, ông là người góp phần xây dựng nên đoàn Cải lương Nam Bộ. Ông đã tham gia dàn dựng thể nghiệm nhiều vở diễn thành công như Máu thắm đồng Nọc Nạn, Người con gái đất đỏ (Phạm Ngọc Truyền) Cuộc khởi nghĩa Nam Kỳ... đều đạt giải cao trong các hội diễn sân khấu toàn quốc. Ngoài ra ông còn giúp dàn dựng cho các đoàn cải lương Kim Phụng, Chuông Vàng (Hà Nội), Hoa Mai (Hà Tây), Hòn Gai (Quảng Ninh), đoàn cải lương Hải Phòng, đoàn cải lương Liên khu 4...
Sau khi chuyển sang giảng dạy tại Trường Ca kịch, tuy tuổi đã khá cao (gần 60) nhưng Tám Danh vẫn tiếp tục tâm huyết xây dựng nên bộ môn Cải lương của trường. Từ những kinh nghiệm trong cuộc đời đi hát, cùng với việc nghiên cứu, tìm tòi, thể nghiệm mới, Tám Danh đã xây dựng nên giáo trình bộ môn trong đó phải kể tới việc ông xây dựng môn Múa – Trình Thức - Võ thuật. Ông đề cao hiệu quả của vũ đạo và võ thuật trên sân khấu cải lương. Ông tìm tòi sáng tạo làm hoa mĩ hơn cho những động tác, thế đánh, chiêu thức võ thuật để phục vụ hiệu quả sân khấu và điện ảnh. Ví dụ như trong vở Dệt Gấm, dàn dựng năm 1964, Tám Danh đã đưa cả những động tác ballet ứng dụng vào vai hạc tiên kết hợp nhuần nhuyễn với những động tác múa truyền thống đã gây bất ngờ cho khán giả,góp phần vào thành công của vở diễn. Môn võ nghệ thuật mà ông sáng tạo, sau này được võ sư Thu Vân kế tục, đã được đánh giá rất cao trong các kì thi toàn quốc và quốc tế. (Hiện nay Thu Vân là một võ sư, giảng viên dạy Múa – Trình Thức - Võ thuật, bà đã mở hai võ đường Thu Vân võ đạo ở Paris). Nhiều học trò ông đã thành danh, như Công Thành, Tú Lệ, Lê Thiện, Ca Lê Hồng, Thanh Vy, Thanh Hạp, Xuân Hiểu, Hà Quang Văn, Hoàng Khanh...
Năm 1966, ông đề xuất cách tân cải lương bằng cách kết hợp âm nhạc, vũ đạo, nội dung để tạo ra hình thức mới cho cải lương. Tuy nhiên điều này đã gây ra tranh luận trong giới nghệ sĩ biểu diễn. Cho đến tận khi mất, những đề xuất cải cách của ông vẫn còn bị bỏ lửng.

## Tôn vinh
Bởi những thành tích xuất sắc trong hơn 66 năm hoạt động, nghệ sĩ Tám Danh được Nhà nước trao tặng Huân chương cao quý: Huân chương Độc lập hạng Nhì, Huân chương Kháng chiến hạng II, Huân chương Lao động hạng II và hạng III. Năm 1984, ông được truy tặng danh hiệu Nghệ sĩ nhân dân đợt 1.
Tháng 6 năm 1994, Trường Nghệ thuật Sân khấu Thành phố Hồ Chí Minh đã tổ chức buổi tọa đàm về thân thế, sự nghiệp của Nghệ sĩ Nhân dân Tám Danh, khẳng định ông là một nghệ sĩ lớn, người thầy lớn của nhiều thế hệ nghệ sĩ cải lương.
Năm 2004, Đài Truyền hình Thành phố Hồ Chí Minh (HTV) thực hiện chương trình sân khấu Những cánh chim không mỏi mang tên "Nghệ sĩ Nhân dân Tám Danh - Một cây đại thụ của sân khấu cải lương".
Ông là một trong 7 người (Ba Du, Tám Danh, Ngọc Thạch, Tám Củi, Hoàng Tuyển, Lương Nhân, Nguyễn Ngọc Bạch) có mặt trong cuốn 7 gương mặt nghệ sĩ cải lương Nam bộ của Minh Trị do Nhà xuất bản Văn nghệ phát hành năm 2007.